# Clarence Davis
Clarence Davis é um ex-jogador profissional de futebol americano estadunidense

## Carreira
Clarence Davis foi campeão da temporada de 1976 da National Football League jogando pelo Oakland Raiders.